# Jonas de Moraes Correia Filho
Jonas de Moraes Correia Filho (Parnaíba, 21 de setembro de 1903 – Rio de Janeiro, 20 de janeiro de 1998) foi um militar, professor, contabilista e político brasileiro que foi deputado federal pelo Rio de Janeiro.

## Dados biográficos
Filho de Jonas de Morais Correia e Maria Firmina Ramos Correia. Aluno do Colégio Militar do Rio de Janeiro ingressou no Exército ao sentar praça na Escola Militar do Realengo em 1920 sendo afastado por participar da Revolta dos 18 do Forte de Copacabana. Aluno da Escola Politécnica da Universidade Federal do Rio de Janeiro e funcionário do Banco do Brasil tornou-se fundador em 1930 do Sindicato dos Bancários do Rio de Janeiro e no mesmo ano graduou-se em Contabilidade pelo Instituto Brasileiro de Contabilidade passando a lecionar tal disciplina. Por conta da Revolução de 1930 foi reintegrado ao exército chegando a general de divisão. Professor do Colégio Militar do Rio de Janeiro e da Escola Militar do Realengo serviu em Belém antes de graduar-se em Direito e dirigiu o Departamento de Educação Primária do Distrito Federal trabalhando na Secretaria de Educação.
Com o fim do Estado Novo ingressou no PSD compondo sua comissão executiva, foi eleito deputado federal em 1945 e nessa condição elaborou a Constituição de 1946. Derrotado ao buscar a reeleição pelo PSP em 1950 exerceu a direção do Colégio Militar do Rio de Janeiro, foi conselheiro da Biblioteca Nacional e assessor do Ministério da Educação. Teve como último cargo o de orador do Instituto Histórico e Geográfico Brasileiro e participou de instituições como a Associação Brasileira de Imprensa, Academia Carioca de Letras, dentre outras.
Pai de Jonas de Morais Correia Neto, ministro-chefe do Estado-Maior das Forças Armadas ao final do Governo José Sarney, foi o único parnaibano eleito deputado federal em 1945.

## Obras literárias
- Símbolos nacionais na independência, Riddel, 1972
- Símbolos nacionais na independência, edição autor, 1994[4]